# Fries (Wirginia)
Fries – miasto w Stanach Zjednoczonych, w stanie Wirginia, w hrabstwie Grayson.